# Francisco Bellver y Llop
Francisco Bellver y Llop (Valencia, 1781 - Madrid, después de 1825) fue un escultor español de los siglos XVIII y XIX.

## Biografía
Con ocho años entró en el taller de José Cotanda. Optó a los premios ofrecidos por la Real Academia de Bellas Artes de San Carlos en 1798. Diez años más tarde se presentó al concurso de la Real Academia de Bellas Artes de San Fernando, donde había recibido clases de José Ginés. Fue retratado por José Ribelles. La paralización que sufrieron los estudios de bellas artes con motivo de la guerra de Independencia motivó el escaso número de las obras de este artista. Hermano menor del escultor Pedro Bellver y Llop, fueron hijos suyos Francisco, José y Mariano Bellver y Collazos, igualmente dedicados a la escultura.